# Campeonato Brasileño de Fútbol 1967 (Torneio Roberto Gomes Pedrosa)
El Campeonato Brasileño de Serie A 1967, oficialmente Torneio Roberto Gomes Pedrosa 1967 fue el décimo torneo válido para el Campeonato Brasileño de Serie A. El torneo comenzó el 5 de marzo y finalizó el 8 de junio del corriente año. El Palmeiras ganó el campeonato, el segundo título nacional del club en 8 años de competencias.
Fue organizado por las federaciones carioca y paulista.

## Sistema de competición
Primera etapa: los 15 participantes juegan en 2 grupos (uno de 7 y otro de 8 clubes). Clasificando los 2 primeros de cada grupo al cuadrangular final.
Finales: los 4 clubes clasificados juegan todos contra todos, en dos turnos, el club con más puntos en esta etapa se consagra campeón.

## Primera fase

### Grupo A
| Pos | Equipo        | Pts | PJ | PG | PE | PP | GF | GC | Dif |
| --- | ------------- | --- | -- | -- | -- | -- | -- | -- | --- |
| 1º  | Corinthians   | 22  | 14 | 9  | 4  | 1  | 29 | 16 | 13  |
| 2º  | Internacional | 16  | 14 | 5  | 6  | 3  | 18 | 16 | 2   |
| 3º  | Cruzeiro      | 14  | 14 | 6  | 2  | 6  | 23 | 19 | 4   |
| 4º  | Bangu         | 14  | 14 | 5  | 4  | 5  | 16 | 21 | -5  |
| 5º  | São Paulo     | 13  | 14 | 3  | 7  | 4  | 18 | 13 | 5   |
| 6º  | Fluminense    | 11  | 14 | 4  | 3  | 7  | 21 | 29 | -8  |
| 7º  | Botafogo      | 9   | 14 | 1  | 7  | 6  | 12 | 21 | -9  |

### Grupo B
| Pos | Equipo             | Pts | PJ | PG | PE | PP | GF | GC | Dif |
| --- | ------------------ | --- | -- | -- | -- | -- | -- | -- | --- |
| 1º  | Palmeiras          | 19  | 14 | 7  | 5  | 2  | 31 | 21 | 10  |
| 2º  | Grêmio             | 18  | 14 | 6  | 6  | 2  | 20 | 11 | 9   |
| 3º  | Portuguesa         | 17  | 14 | 6  | 5  | 3  | 24 | 18 | 6   |
| 4º  | Santos             | 15  | 14 | 5  | 5  | 4  | 21 | 16 | 5   |
| 5º  | Atlético Mineiro   | 14  | 14 | 5  | 4  | 5  | 18 | 21 | -3  |
| 6º  | Flamengo           | 12  | 14 | 3  | 6  | 5  | 23 | 24 | -1  |
| 7º  | Vasco da Gama      | 12  | 14 | 3  | 6  | 5  | 10 | 21 | -11 |
| 8º  | Ferroviário Paraná | 4   | 14 | 0  | 4  | 10 | 9  | 26 | -17 |

## Cuadrangular final
| Pos | Equipo        | Pts | PJ | PG | PE | PP | GF | GC | Dif |
| --- | ------------- | --- | -- | -- | -- | -- | -- | -- | --- |
| 1º  | Palmeiras     | 8   | 6  | 3  | 2  | 1  | 8  | 5  | 3   |
| 2º  | Internacional | 7   | 6  | 2  | 3  | 1  | 6  | 3  | 3   |
| 3º  | Corinthians   | 5   | 6  | 2  | 1  | 3  | 5  | 8  | -3  |
| 4º  | Grêmio        | 3   | 6  | 0  | 3  | 3  | 4  | 7  | -3  |

| Fecha 1    | Fecha 1       | Fecha 1   | Fecha 1   | Fecha 1  |
| Fecha      | Local         | Resultado | Visitante | Estadio  |
| ---------- | ------------- | --------- | --------- | -------- |
| 20 de mayo | Corinthians   | 2 - 1     | Grêmio    | Pacaembú |
| 21 de mayo | Internacional | 1 - 2     | Palmeiras | Olímpico |

| Fecha 2    | Fecha 2     | Fecha 2   | Fecha 2       | Fecha 2  |
| Fecha      | Local       | Resultado | Visitante     | Estadio  |
| ---------- | ----------- | --------- | ------------- | -------- |
| 24 de mayo | Grêmio      | 1 - 1     | Internacional | Olímpico |
| 24 de mayo | Corinthians | 2 - 2     | Palmeiras     | Pacaembú |

| Fecha 3    | Fecha 3     | Fecha 3   | Fecha 3       | Fecha 3  |
| Fecha      | Local       | Resultado | Visitante     | Estadio  |
| ---------- | ----------- | --------- | ------------- | -------- |
| 28 de mayo | Grêmio      | 1 - 1     | Palmeiras     | Olímpico |
| 28 de mayo | Corinthians | 0 - 1     | Internacional | Pacaembú |

| Fecha 4    | Fecha 4   | Fecha 4   | Fecha 4       | Fecha 4  |
| Fecha      | Local     | Resultado | Visitante     | Estadio  |
| ---------- | --------- | --------- | ------------- | -------- |
| 31 de mayo | Grêmio    | 0 - 1     | Corinthians   | Olímpico |
| 31 de mayo | Palmeiras | 1 - 2     | Internacional | Pacaembú |

| Fecha 5    | Fecha 5       | Fecha 5   | Fecha 5     | Fecha 5  |
| Fecha      | Local         | Resultado | Visitante   | Estadio  |
| ---------- | ------------- | --------- | ----------- | -------- |
| 4 de junio | Internacional | 0 - 0     | Grêmio      | Olímpico |
| 4 de junio | Palmeiras     | 1 - 0     | Corinthians | Morumbí  |

| Fecha 6    | Fecha 6       | Fecha 6   | Fecha 6     | Fecha 6  |
| Fecha      | Local         | Resultado | Visitante   | Estadio  |
| ---------- | ------------- | --------- | ----------- | -------- |
| 7 de junio | Internacional | 3 - 0     | Corinthians | Olímpico |
| 8 de junio | Palmeiras     | 2 - 1     | Grêmio      | Pacaembú |

|                                 |
| Bandera del estado de São Paulo |
| Campeón Palmeiras 2.º título    |

## Goleadores
15 goles
- Ademar Pantera (Flamengo)
- César Maluco (Palmeiras)

13 goles
- Alcindo (Grêmio)

11 goles
- Tales (Corinthians)

10 goles
- Rinaldo (Palmeiras)

9 goles
- Pelé (Santos)